# Oedanomerus bicolor
Oedanomerus bicolor är en skalbaggsart som beskrevs av Evans 1987. Oedanomerus bicolor ingår i släktet Oedanomerus och familjen Melolonthidae. Inga underarter finns listade i Catalogue of Life.